# Kalenborn (powiat Ahrweiler)
Kalenborn (do 1935 Calenborn) – miejscowość i gmina w Niemczech, w kraju związkowym Nadrenia-Palatynat, w powiecie Ahrweiler, wchodzi w skład gminy związkowej Altenahr.  